# Sveta Nedjelja (Hvar)
Sveta Nedjelja falu Horvátországban, Split-Dalmácia megyében. Közigazgatásilag Hvarhoz tartozik.

## Fekvése
Splittől légvonalban 42 km-re délre, Hvar városától légvonalban 11, közúton 22 km-re keletre, a Hvar-sziget déli részén fekszik. A település felett északra található a sziget legmagasabb hegye a 628 méteres Sveti Nikola. Régen a sziget északi részéről a települést csak a Sveti Nikola-hegyen keresztül vezető mezei úton lehetett megközelíteni. 1962-ben megnyitották a Pitve és Zavala közötti alagutat, mely lehetővé tette a település Jelsa felőli megközelítését. Nemrég makadámút épült Sveta Nedjelja és a nyugatra fekvő Dubovica-öböl között, ezzel megszületett az összeköttetés a Hvar városától Stari Gradra vezető főúttal, mellyel végképpen felszámolták a település múltbeli elszigeteltségét.

## Története
A Sveti Nikola-hegy alatti barlangban már az újkőkorszakban éltek emberek. A 15. századtól a település közelében levő barlang bejáratánál, ahol forrás is fakadt Ágoston-rendi kolostor működött, mely 1787-ben szűnt meg. A kolostorból mára csak a templom maradt meg. A falu a kolostor és a tengerpart között félúton keletkezett. A település 1918-ban az új szerb-horvát-szlovén állam, majd később Jugoszlávia része lett. A délszláv háború idején a jugoszláv haditengerészet támadta, mely a Spliti-csatornában elveszített csata után bosszúból lövéseket adott le Sveta Nedjeljára. 2011-ben a településnek 131 lakosa volt, akik főként a mezőgazdaságból és a  turizmusból éltek. A turisták kényelmét néhány üzlet és étterem szolgálja.

## Népesség
| Lakosság változása | Lakosság változása | Lakosság változása | Lakosság változása | Lakosság változása | Lakosság változása | Lakosság változása | Lakosság változása | Lakosság változása | Lakosság változása | Lakosság változása | Lakosság változása | Lakosság változása | Lakosság változása | Lakosság változása | Lakosság változása |
| ------------------ | ------------------ | ------------------ | ------------------ | ------------------ | ------------------ | ------------------ | ------------------ | ------------------ | ------------------ | ------------------ | ------------------ | ------------------ | ------------------ | ------------------ | ------------------ |
| 1857               | 1869               | 1880               | 1890               | 1900               | 1910               | 1921               | 1931               | 1948               | 1953               | 1961               | 1971               | 1981               | 1991               | 2001               | 2011               |
| 180                | 0                  | 221                | 267                | 284                | 221                | 221                | 232                | 245                | 242                | 226                | 178                | 146                | 141                | 148                | 131                |

## Gazdaság
A település lakói hagyományosan a mezőgazdaságból élnek. Főként szőlőtermesztéssel, olívatermeléssel, halászattal foglalkoznak, de termesztenek levendulát, rozmaringot és készítenek illóolajokat is. Jövedelmük egyre nagyobb részét képezi a turizmus, mely még a téli hónapokban sem szünetel. Mivel a sziget legnagyobb hegye alatt fekszik sok hegymászó is érkezik ide, mert a terep kiváló a sziklamászáshoz. Kedvező fekvésének és klimatikus viszonyainak köszönhetően területe kiválóan alkalmas volt a szőlőművelésre. Itt teremnek a sziget legjobb minőségű vörösborai. Az ország egyik legnevesebb borásza Zlatan Plenković a kikötőben álló hajón kávézót, éttermet, játszóteret és strandot üzemeltet.

## Nevezetességei
- Szent Szpiridon tiszteletére szentelt plébániatemploma. Szent Jeromos oltárképét Baldassara d’ Anne festette a 17. században.
- A település feletti remetelak a mellette levő barlangba épített templommal a 15. században épült. A 18. századig az Ágoston-rendi szerzetesek használták. Ebben az időszakban Sveta Nedelja a hvari Ágoston-rendiek birtoka volt, akik az ingatlan fenntartása céljából fogadót építettek. A komplexum több házból és egy kis templomból áll. Rendkívül festői helyen található.[4]
- A település búcsúünnepe a Szent Ágoston napja (augusztus 28.) utáni vasárnap, amikor szentmisét, majd a település körül körmenetet tartanak. Ezt a központi téren esti mulatság követi.
- A Sveta Nedjelja előtti öbölben mintegy 3 km-re fekvő Lukavci nevű sziklazátonyon (két szigetecske) világítótorony áll.
- A szőlőhegyektől övezett Sveta Nedjelja a kitűnő vörösborok hazája. A legismertebb szőlőfajta a Plavac mali, amelyből az azonos nevű vörösbort készítik. Ezt a bort a sziget legjobb és az ország egyik legjobb vörösborának tartják.
- A település környéke bővelkedik szép strandokban. A faluból a partra egy fenyőerdőn át kanyargó út vezet. Minden nap vízitaxik indulnak a közeli Ščedra-szigetre, ahol nudistastrand működik.

## Sport
- NK Južnjak labdarúgóklub
- Zlatan Otok bocsaklub
- Sziklamászás

## Fordítás
Ez a szócikk részben vagy egészben  a   Sveta Nedjelja (Hvar) című horvát Wikipédia-szócikk ezen változatának fordításán alapul.  Az eredeti cikk szerkesztőit annak laptörténete sorolja fel. Ez a jelzés csupán a megfogalmazás eredetét és a szerzői jogokat jelzi, nem szolgál a cikkben szereplő információk forrásmegjelöléseként.